# Earthbound (альбом)
Earthbound — концертный альбом британской рок-группы King Crimson, выпущен в 1972 году, как бюджетная запись, вскоре после распада состава, которым он был записан.

## Об альбоме
Диск хвалят за фанковые грувы (необычные для группы) и яркое исполнение «21st Century Schizoid Man», но сильно критикуют за плохое качество звука, записанного на кассету звукорежиссёром Хантером Макдональдом.
Переиздание на CD улучшило качество звука незначительно, из-за кассетного источника.
Расширенная версия альбома на CD и DVD была выпущена 13 ноября 2017 года. Компакт-диск расширен до двенадцати песен, а DVD содержит аудио высокого разрешения альбома вместе с дополнительными аудиоматериалами.

## Список композиций
1. «21st Century Schizoid Man» (включает «Mirrors») (Фрипп, Джайлз, Лейк, Макдональд, Синфилд) — 11:45
Записана в Armoury, Уилмингтон, США, 11 февраля, 1972
2. «Peoria» (Баррел, Коллинз, Фрипп, Уоллес) — 7:30
Записана в Barn, Пеория, США, 10 марта, 1972
3. «Sailor’s Tale» (Фрипп) — 4:45
Записана в Baseball Park, Джексонвиль, США, 26 февраля, 1972
4. «Earthbound» (Баррел, Коллинз, Фрипп, Уоллес) — 7:08
Записана в Kemp Coliseum, Орландо, США, 27 февраля, 1972
5. «Groon» (Фрипп) — 15:30
Записана в Armoury, Уилмингтон США, 11 февраля, 1972

## Участники записи
- Роберт Фрипп — гитара;
- Боз Баррел — бас-гитара, вокал;
- Мэл Коллинз — саксофон, меллотрон
- Иэн Уоллес — ударные;
- Хантер Макдональд (Hunter MacDonald) — VCS3.